# 尾尖曲柄藓
尾尖曲柄藓（学名：Campylopus caudatus）为曲尾藓科曲柄藓属下的一个种。

## 扩展阅读
- 維基物種上的相關：尾尖曲柄藓